# Вилла-д’Онья
Вилла-д’Онья (итал. Villa d'Ogna) — коммуна в Италии, располагается в регионе Ломбардия, в провинции Бергамо.
Население составляет 1744 человека (2008), плотность населения составляет 349 чел./км². Занимает площадь 5 км². Почтовый индекс — 24020. Телефонный код — 0346.
Покровителем коммуны почитается святой апостол и евангелист Матфей, празднование 21 сентября.

## Демография
Динамика населения:

## Администрация коммуны
- Официальный сайт: http://www.comune.villadogna.bg.it/